# Наин
Наи́н (перс. نایین‎) — город в центральном Иране, в провинции Исфахан. Административный центр одноимённого шахрестана.

## География

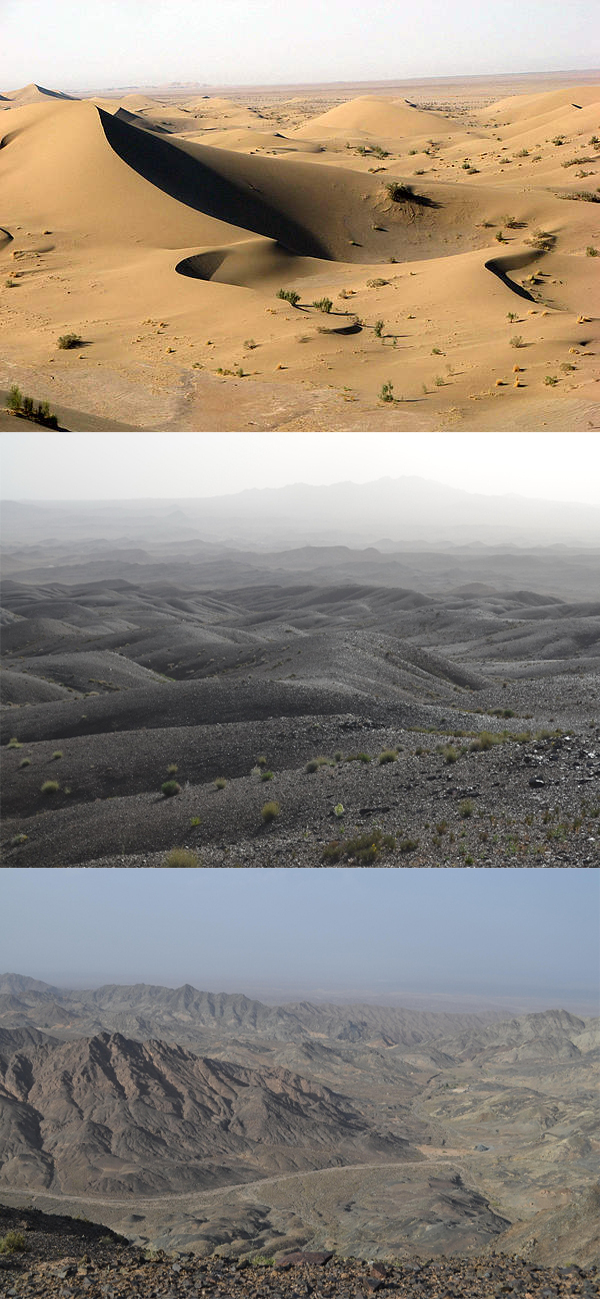
Пустыня и горы вокруг Наина

Город находится в восточной части Исфахана, на границе пустыни Деште-Кевир и горного хребта Кухруд. Абсолютная высота — 1557 метров над уровнем моря.
Наин расположен на расстоянии приблизительно 120 километров к востоку от Исфахана, административного центра провинции и на расстоянии 340 километров к юго-юго-востоку (SSE) от Тегерана, столицы страны.

## Население
По данным переписи, на 2006 год численность населения города составляла 24 424 человек; в национальном составе преобладают персы (носители одного из центральноиранских диалектов наини).
| 1986   | 1991   | 1996   | 2006   | 2013   |
| ------ | ------ | ------ | ------ | ------ |
| 16 288 | 18 431 | 20 826 | 24 424 | 26 933 |

## История
Около 1470 года город посетил Афанасий Никитин, упомянувший его в своих путевых записках «Хожение за три моря».

## Достопримечательности
- Руины крепости эпохи Парфянского царства[7].
- Пятничная мечеть (960 г.)[8].

## Транспорт
Ближайший гражданский аэропорт расположен в городе Исфахан.

## Галерея

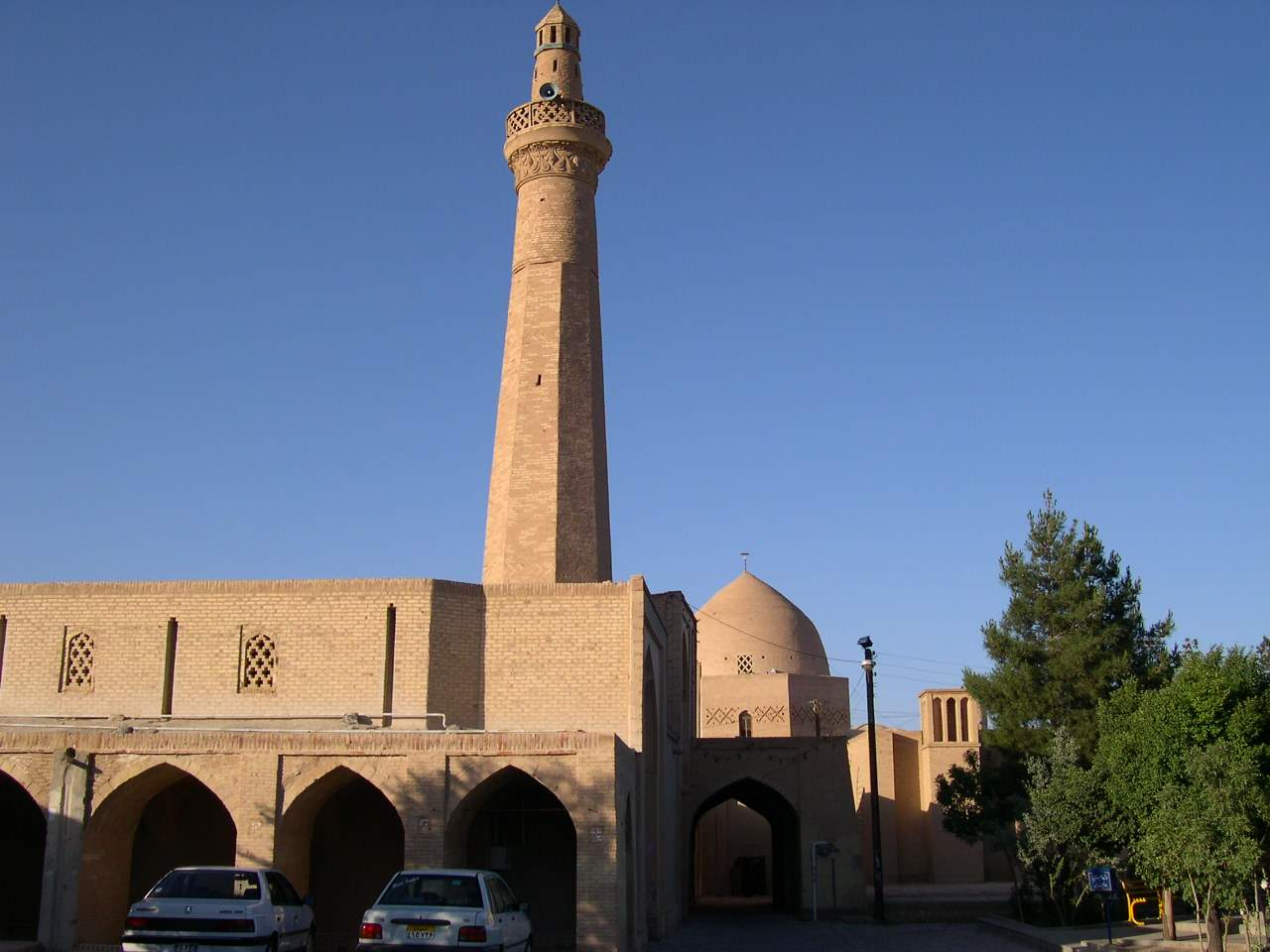
Мечеть Наина
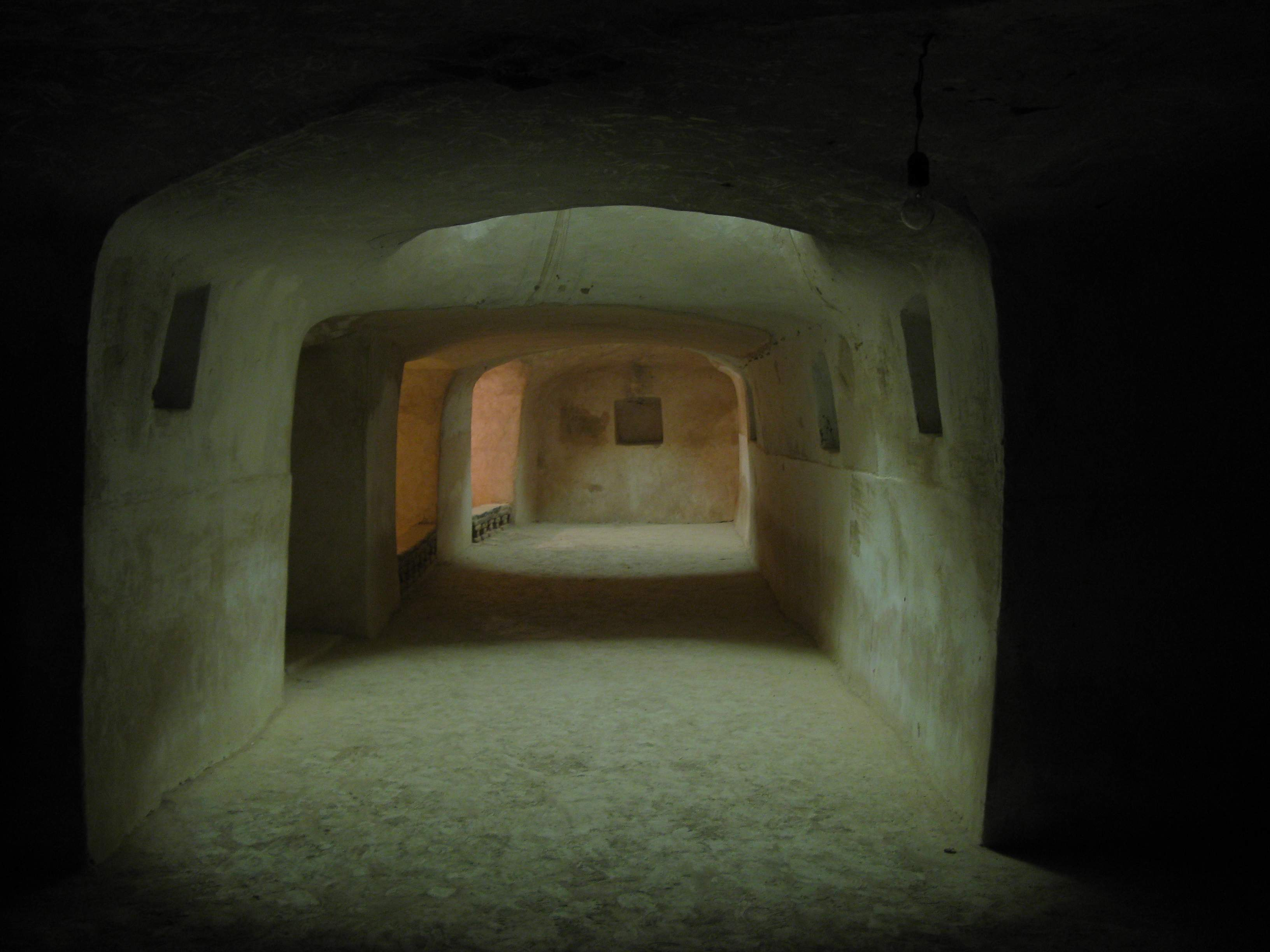
Подвал мечети
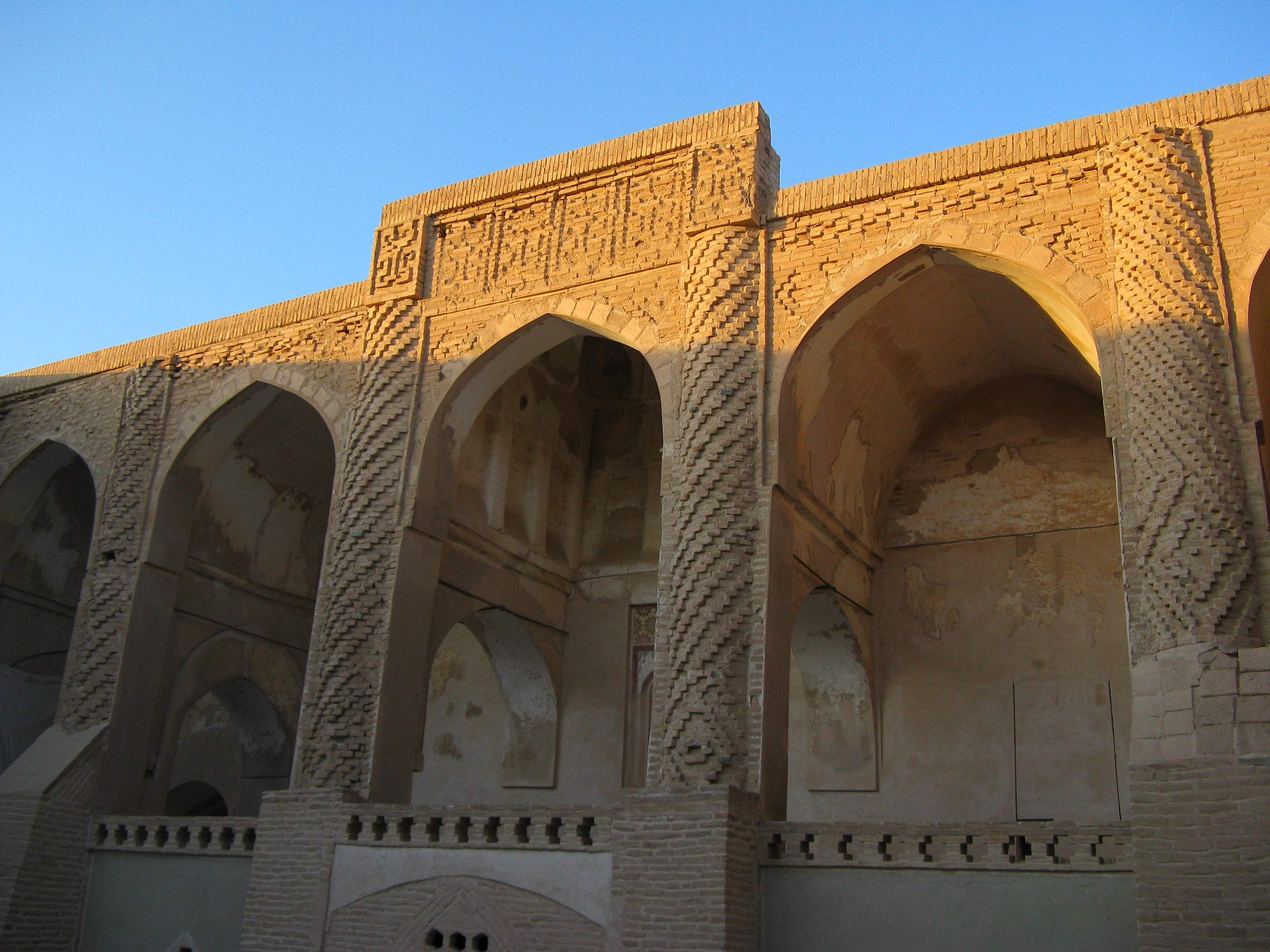
Двор мечети Наина
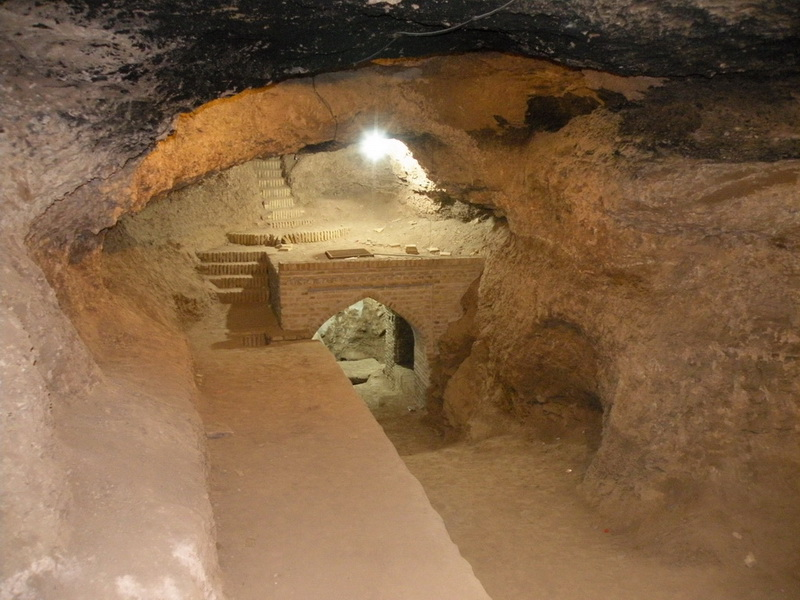
Комната водяной мельницы Ригарех
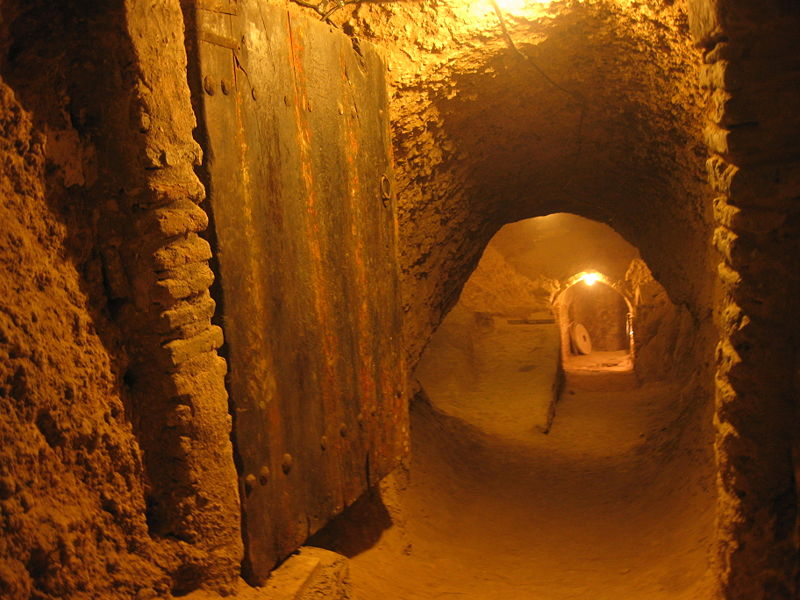
Водяная мельница Ригарех
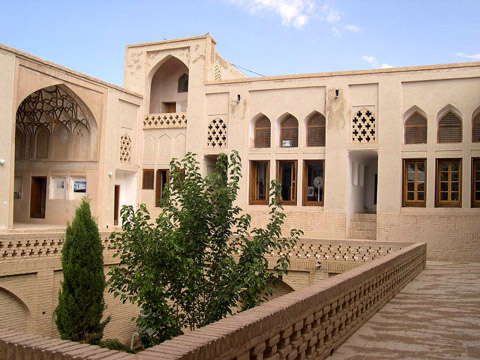
Традиционный дом Пирния и этнологический музей
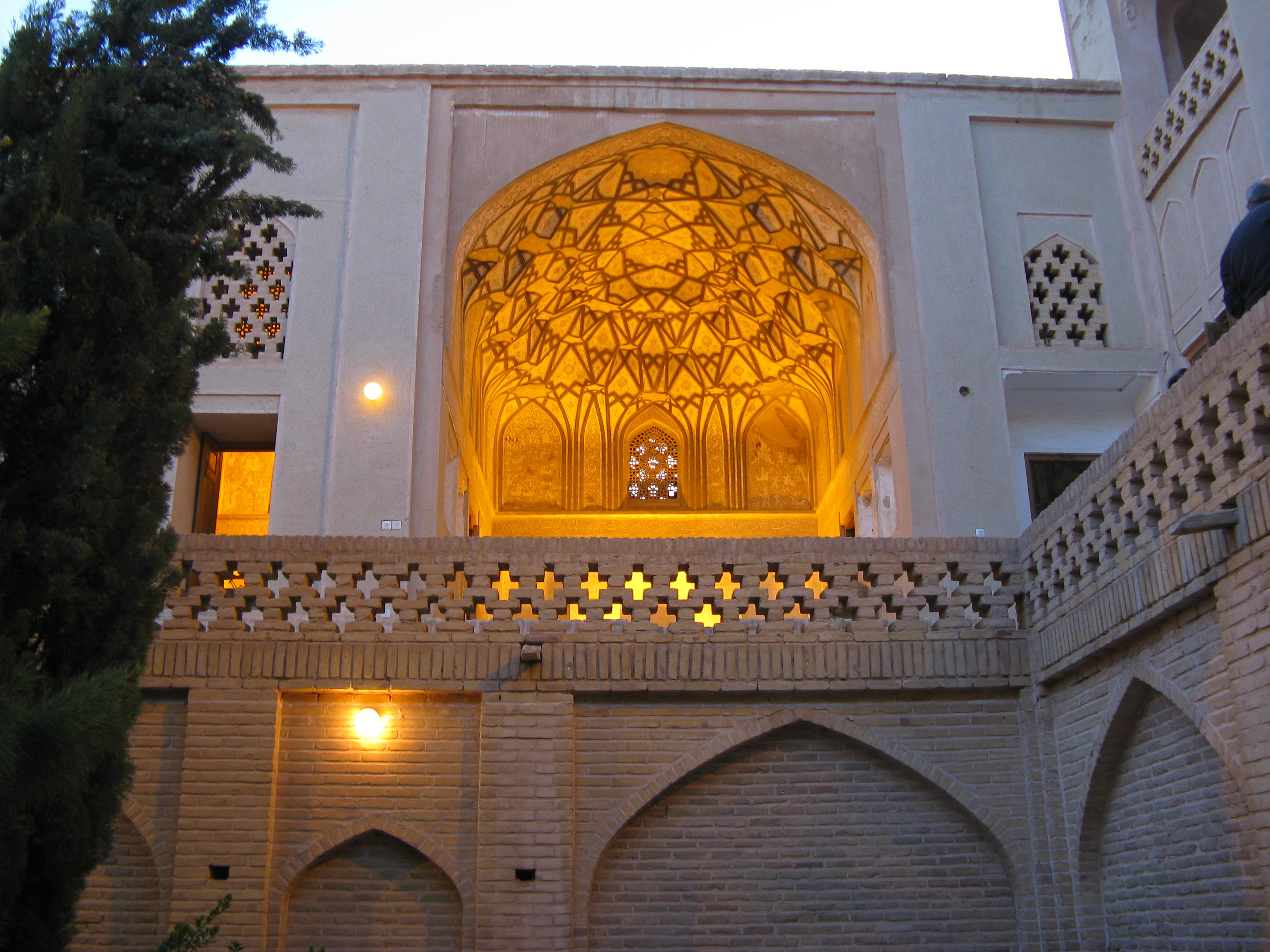
Традиционный дом Пирния и этнологический музей
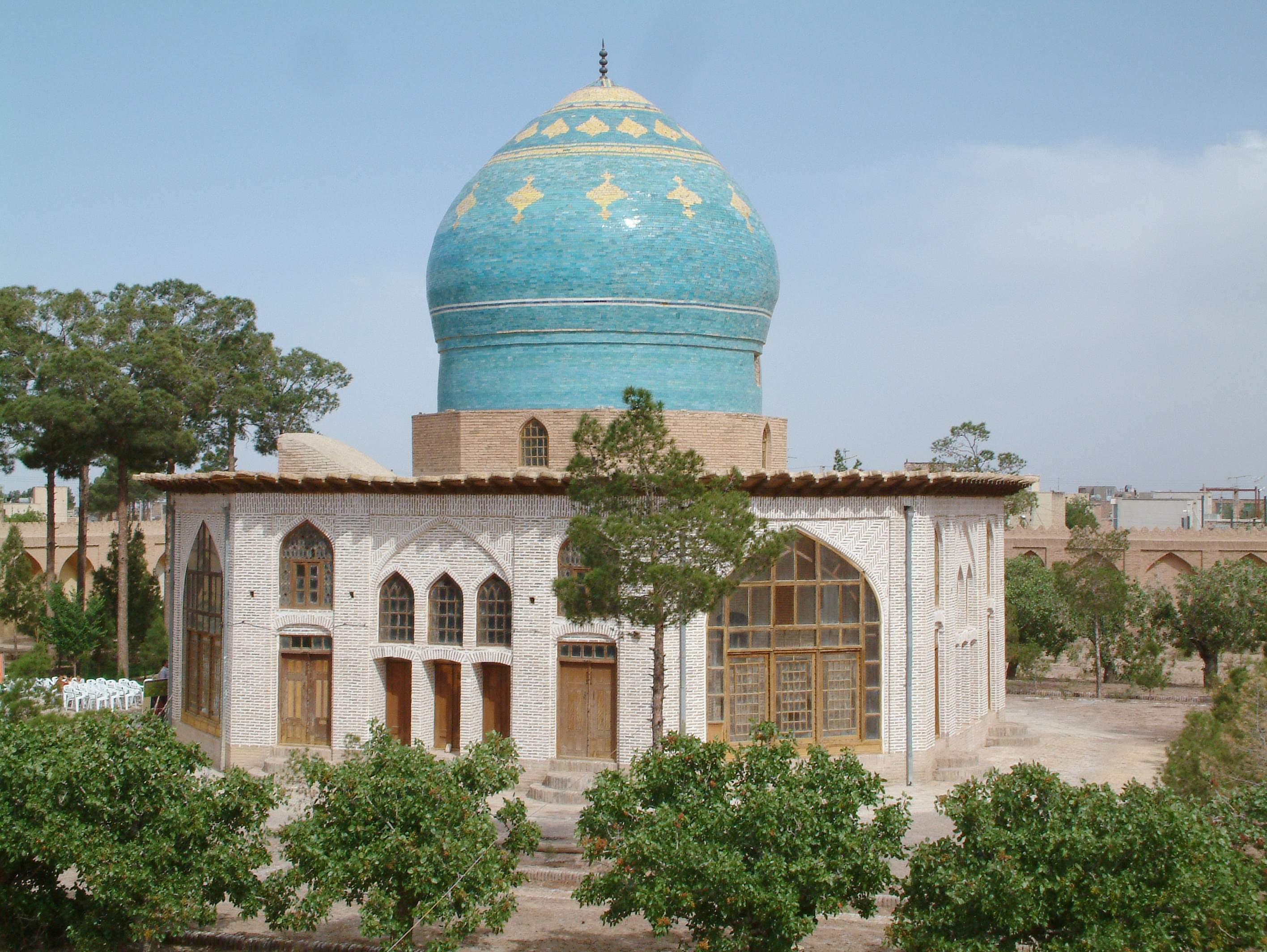
Здание Мосалла
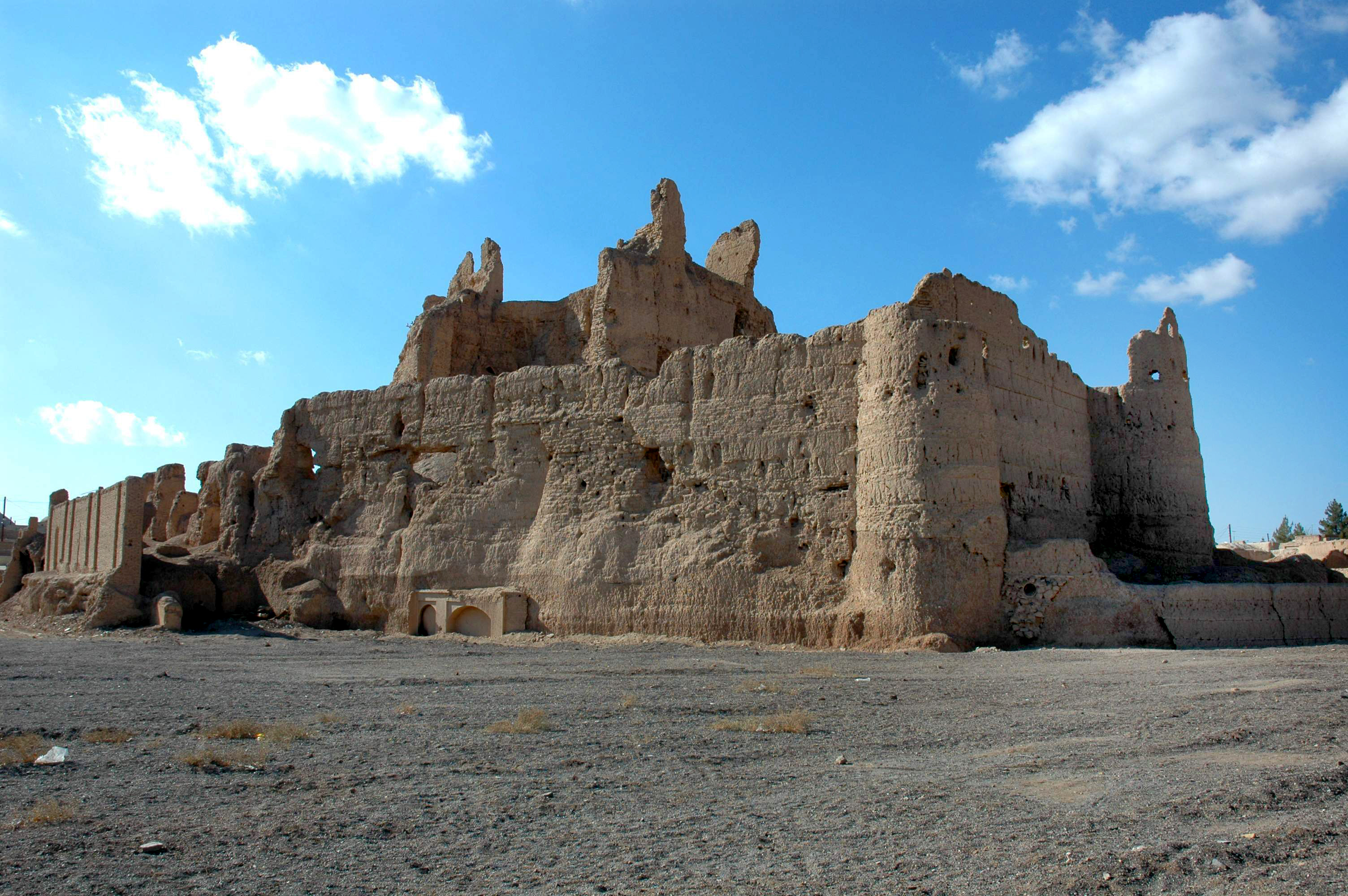
Цитадель Нарендж
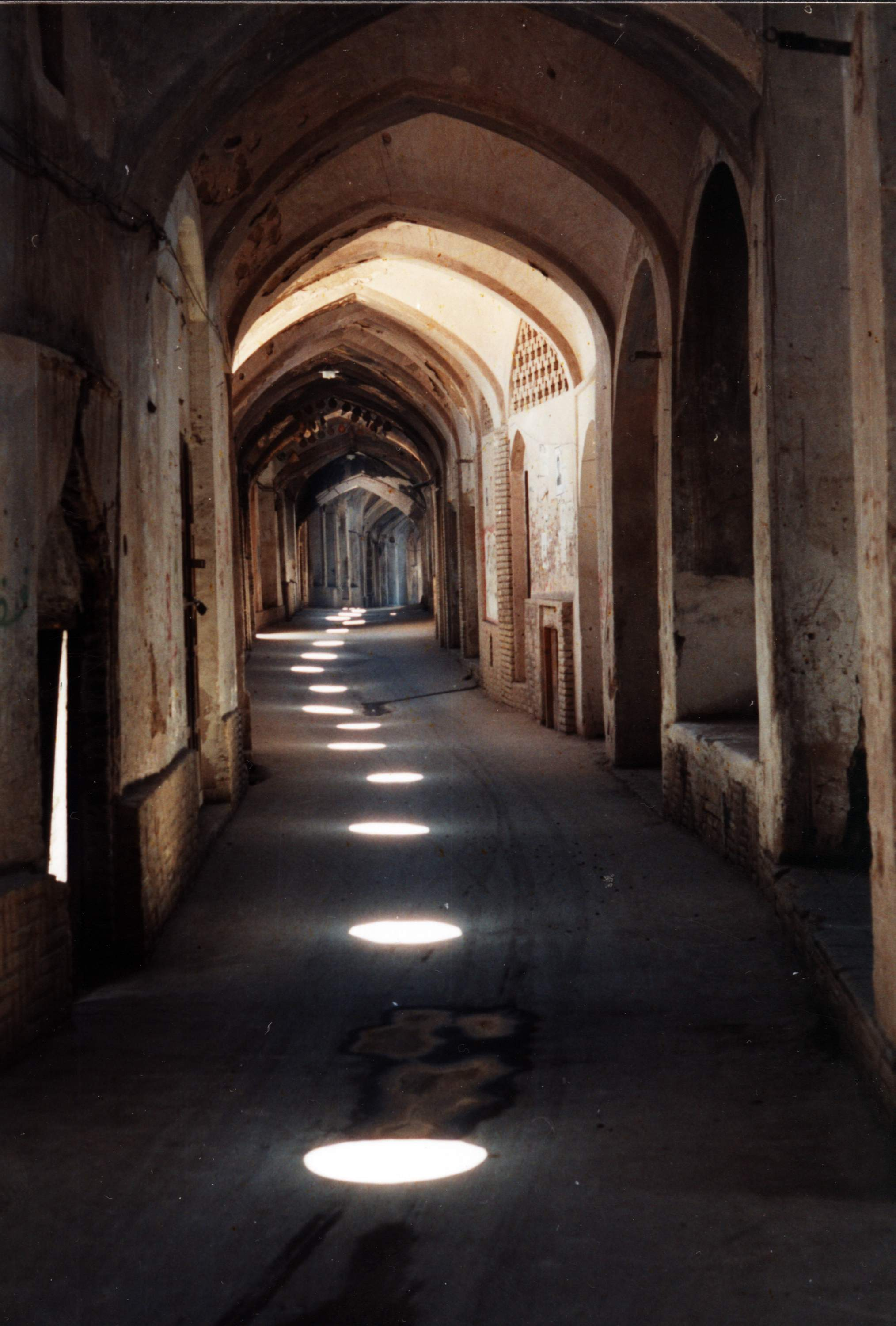
Старый базар Наина
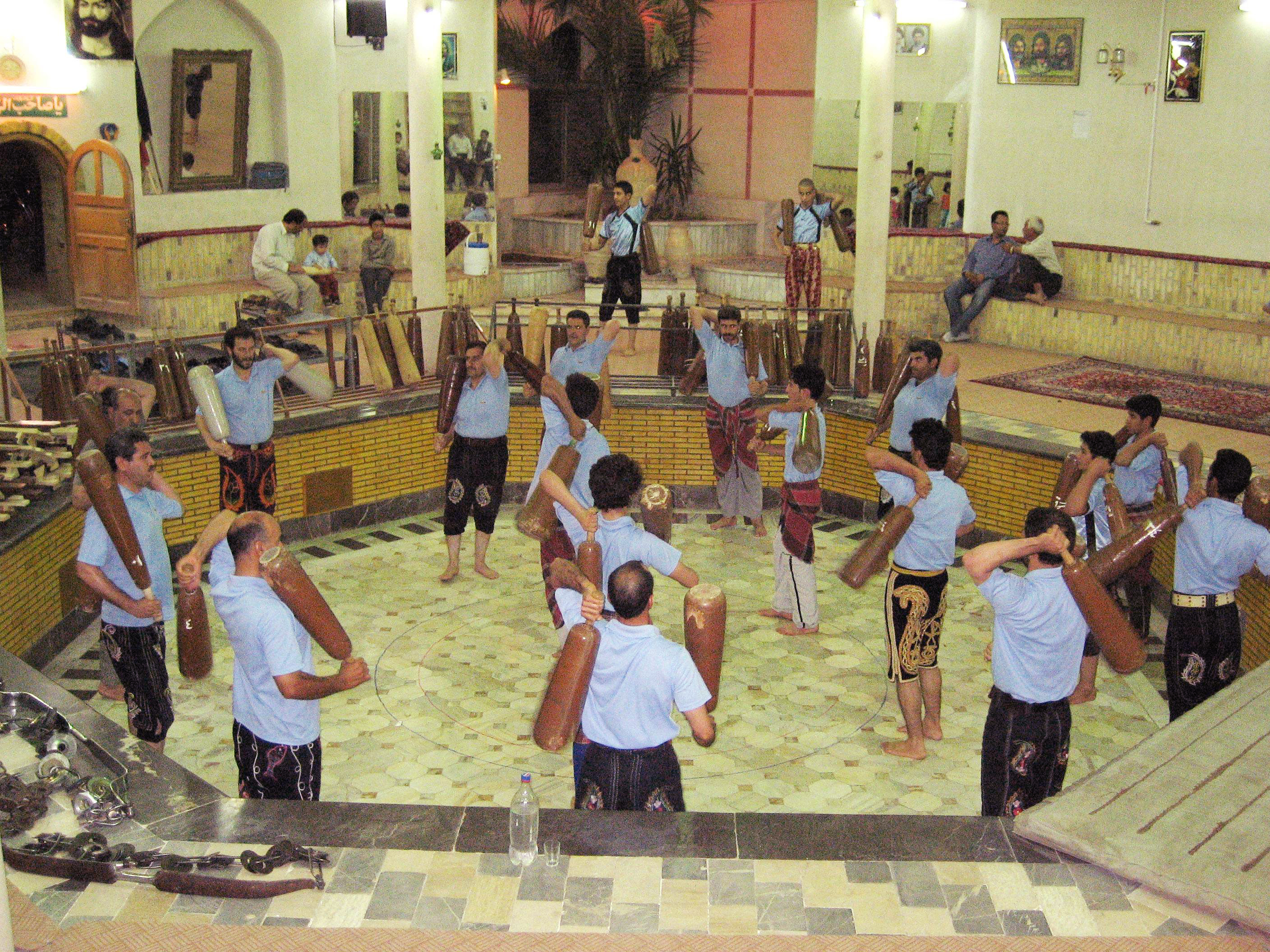
Зурхане, традиционный вид спорта
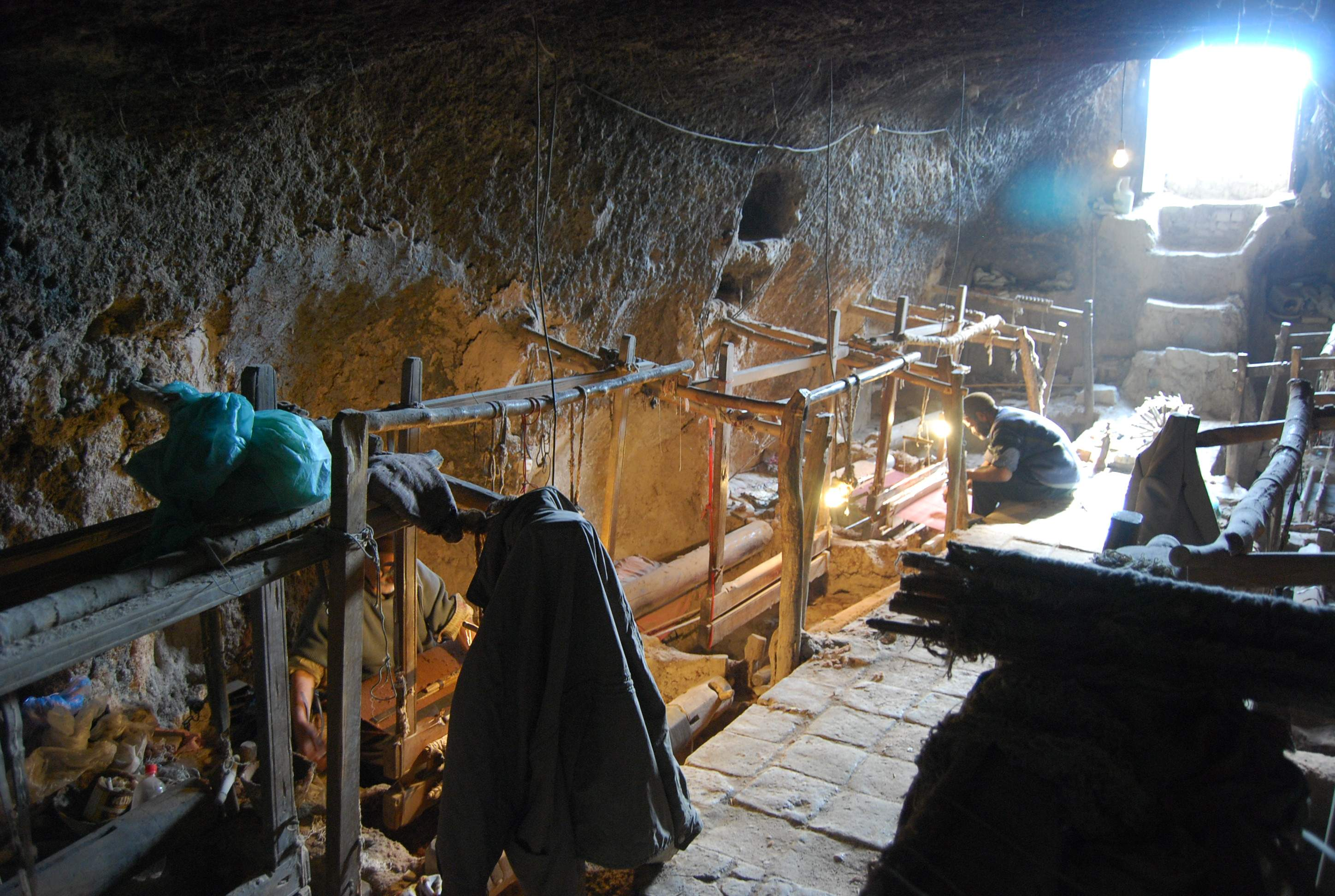
Аба Бафи — человек из пещер
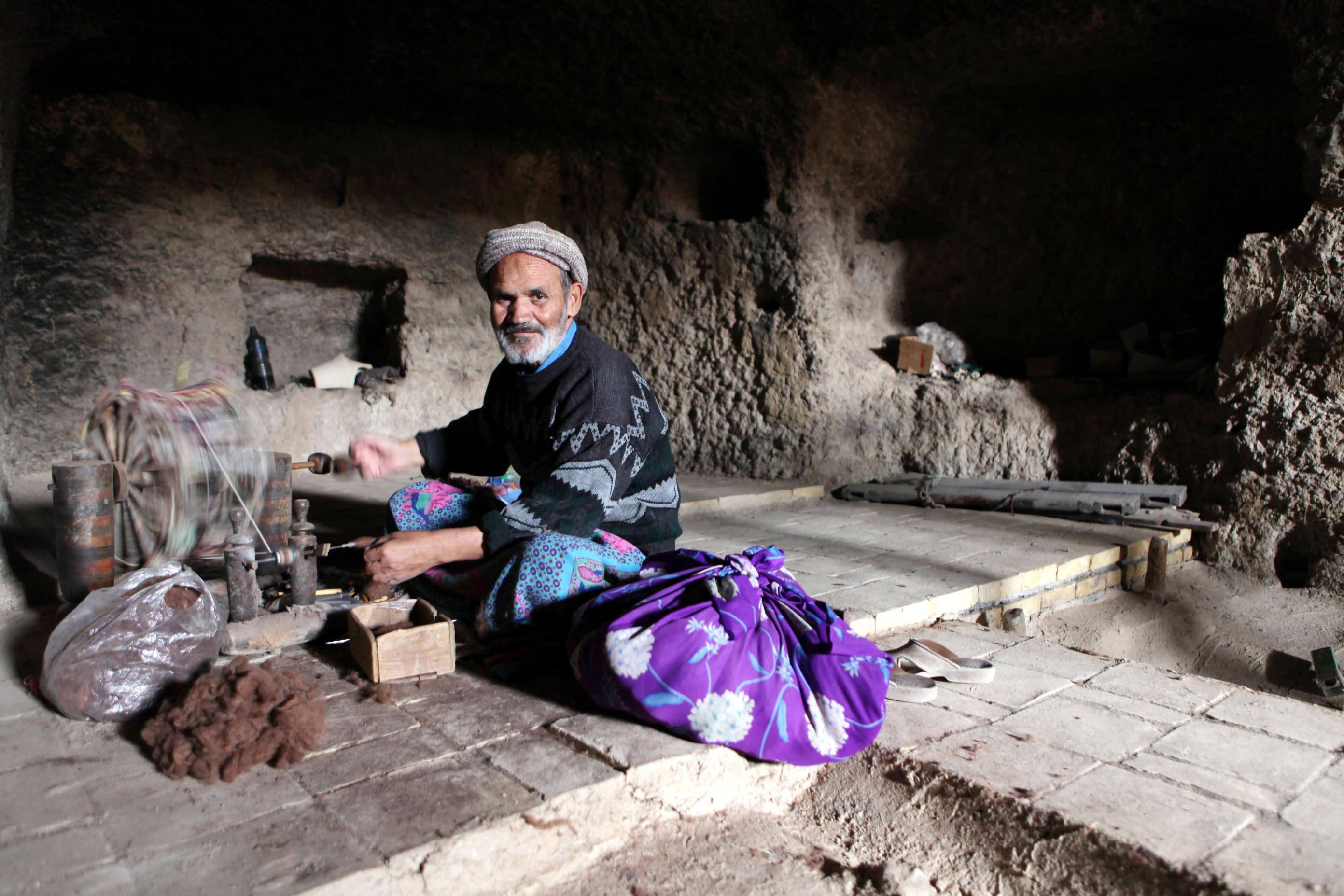
Аба Бафи — человек из пещер
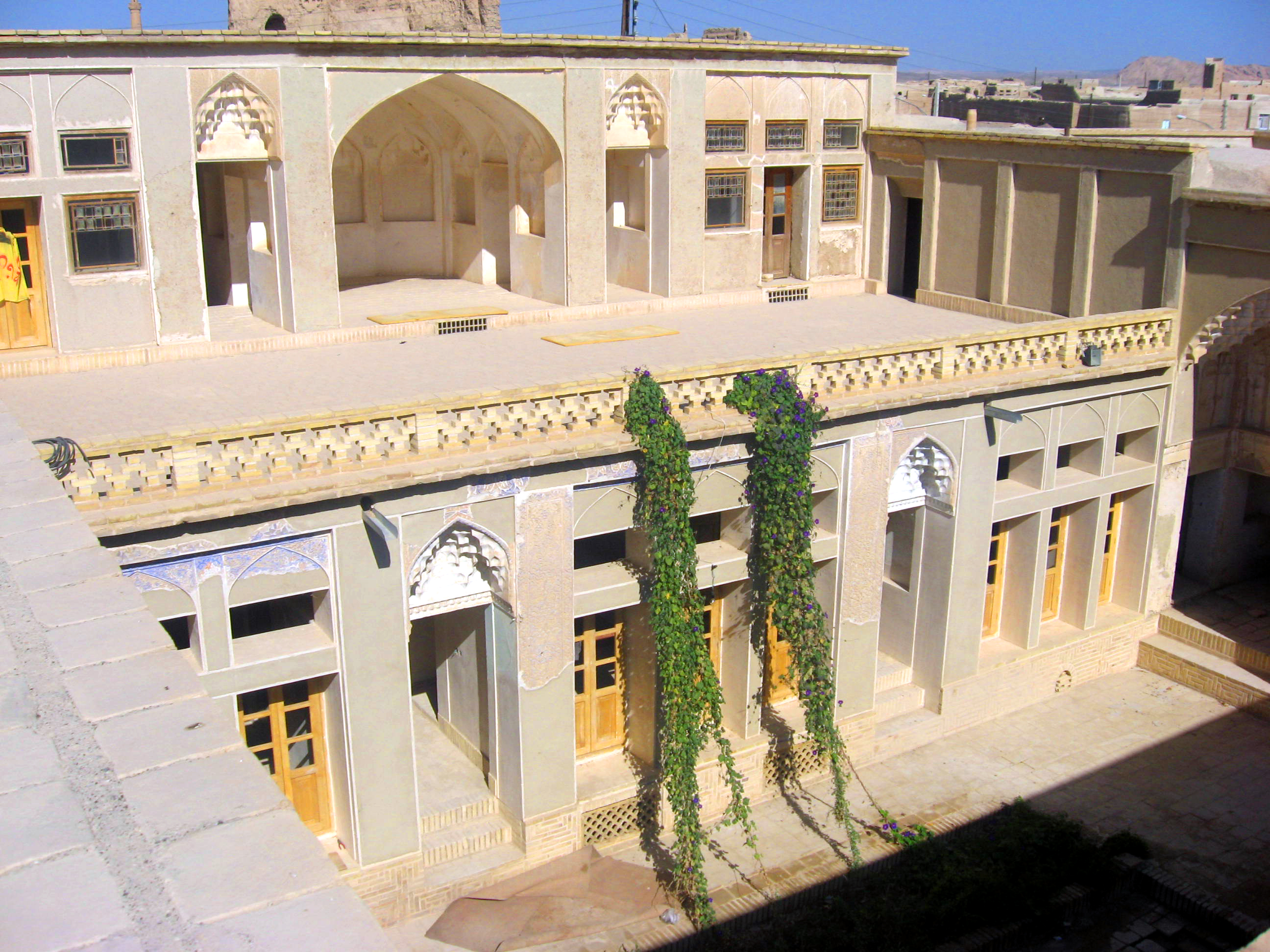
Дом Фатеми
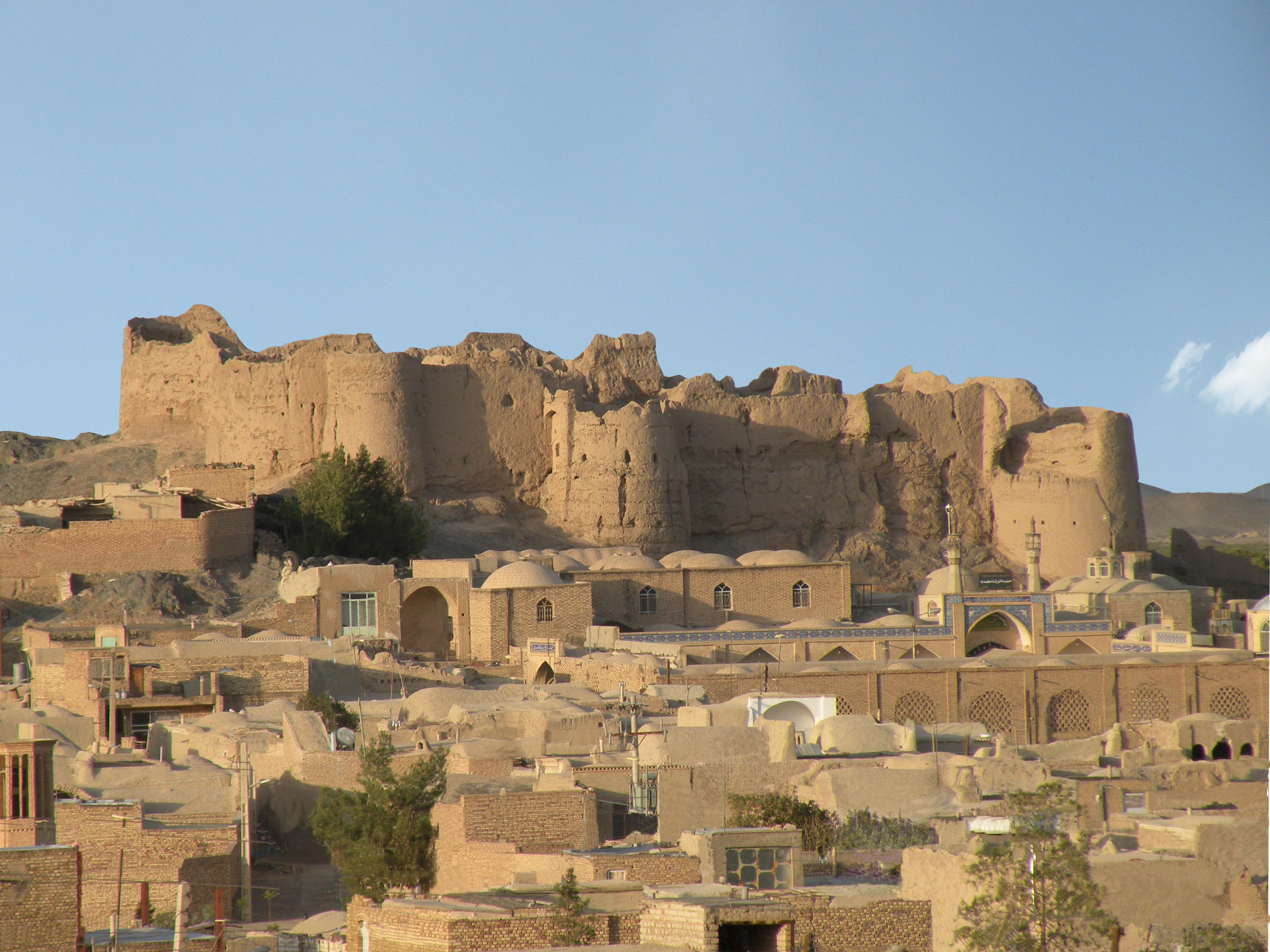
Цитадель Моххамадие
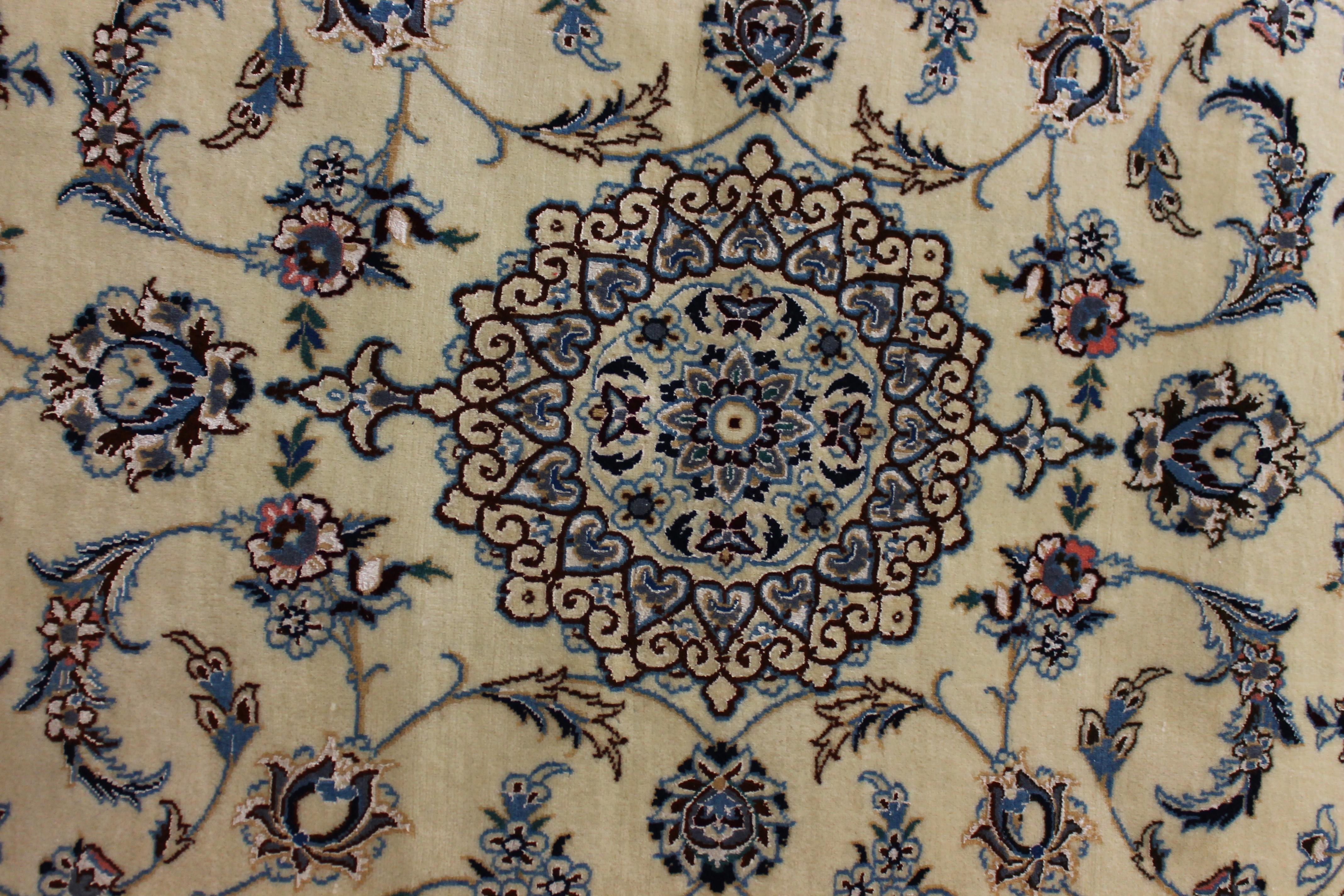
Ковёр Наина
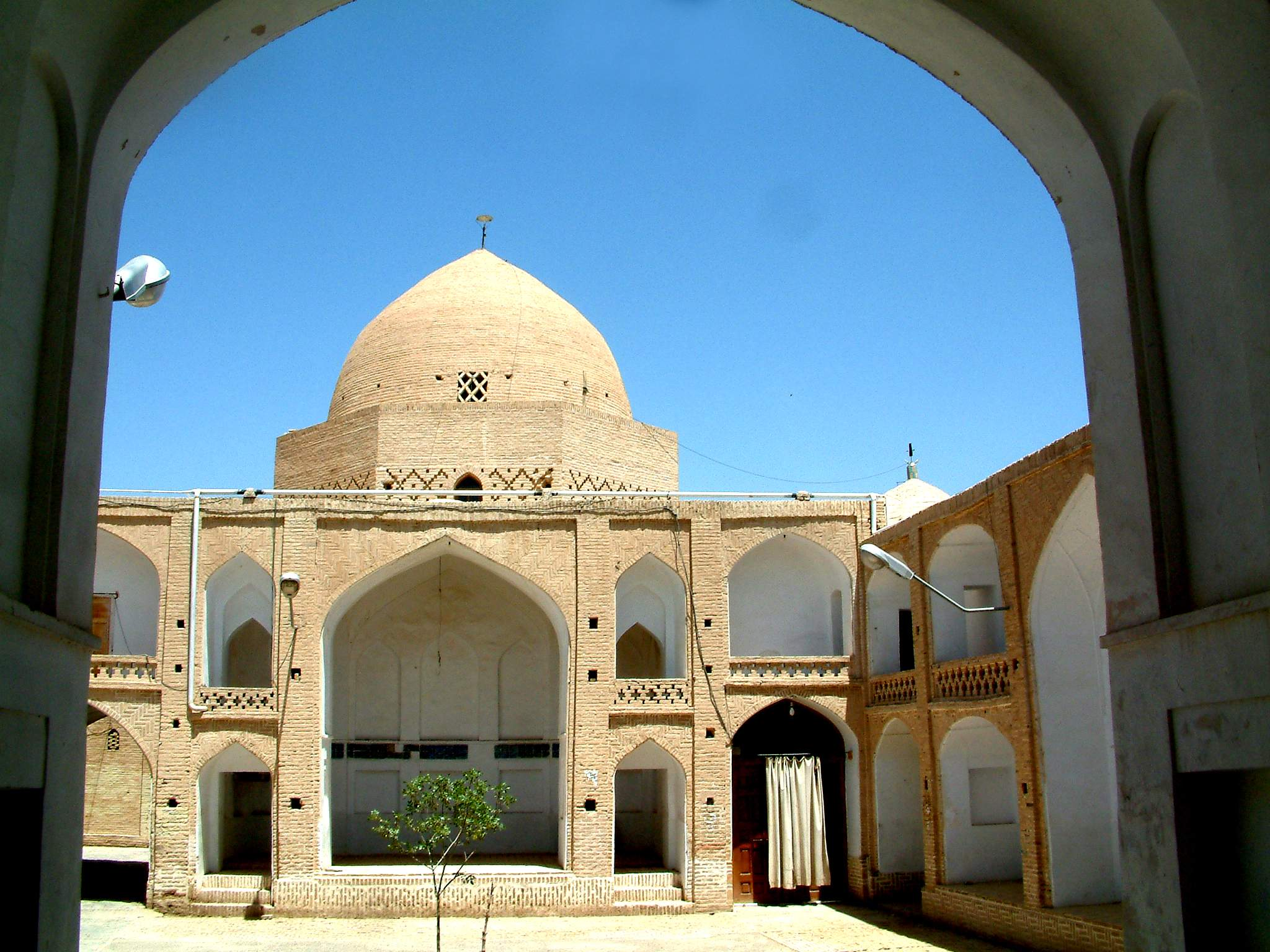
Под аркой, место для лагеря